# حصن مارينبيرغ

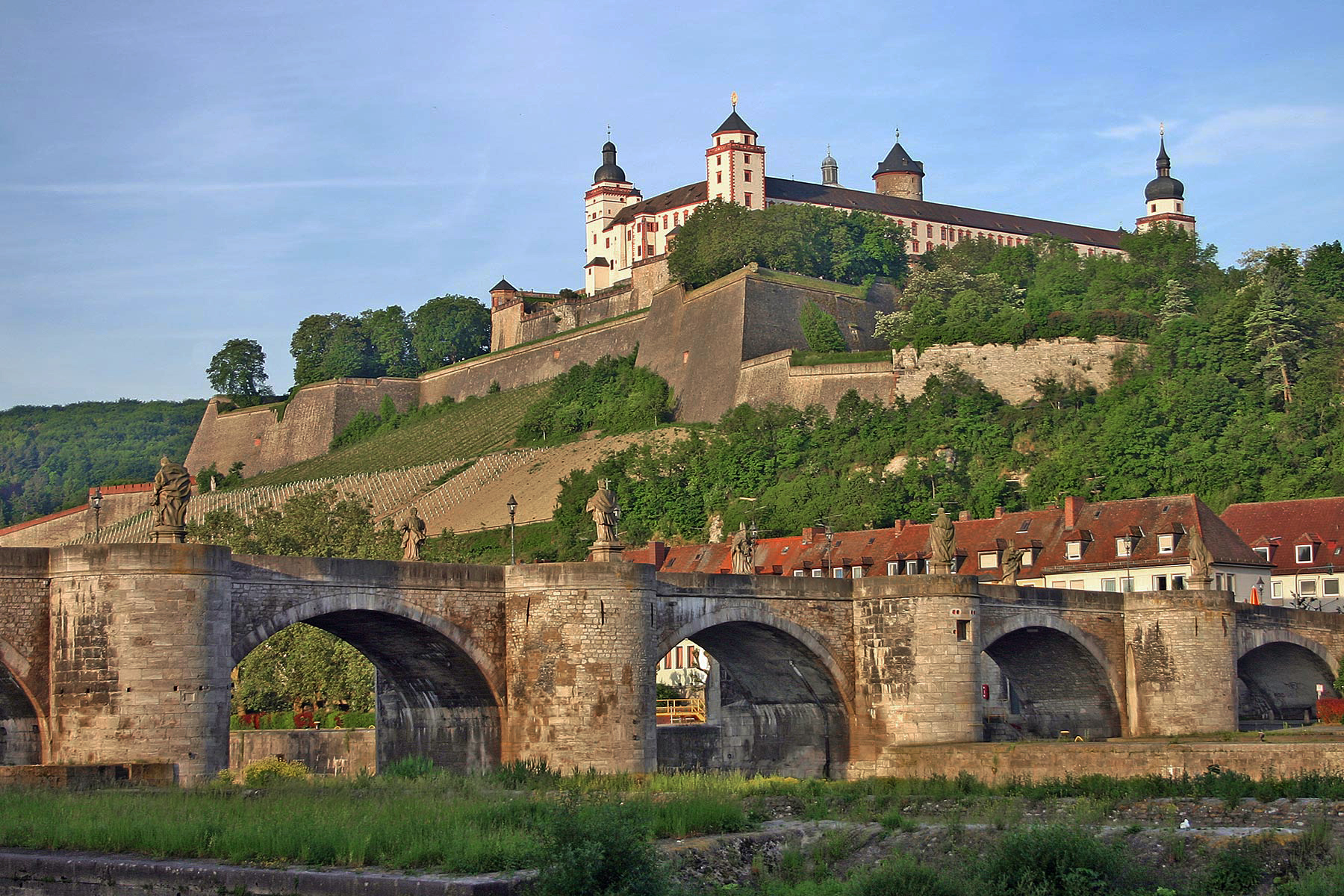
Marienberg and the old bridge

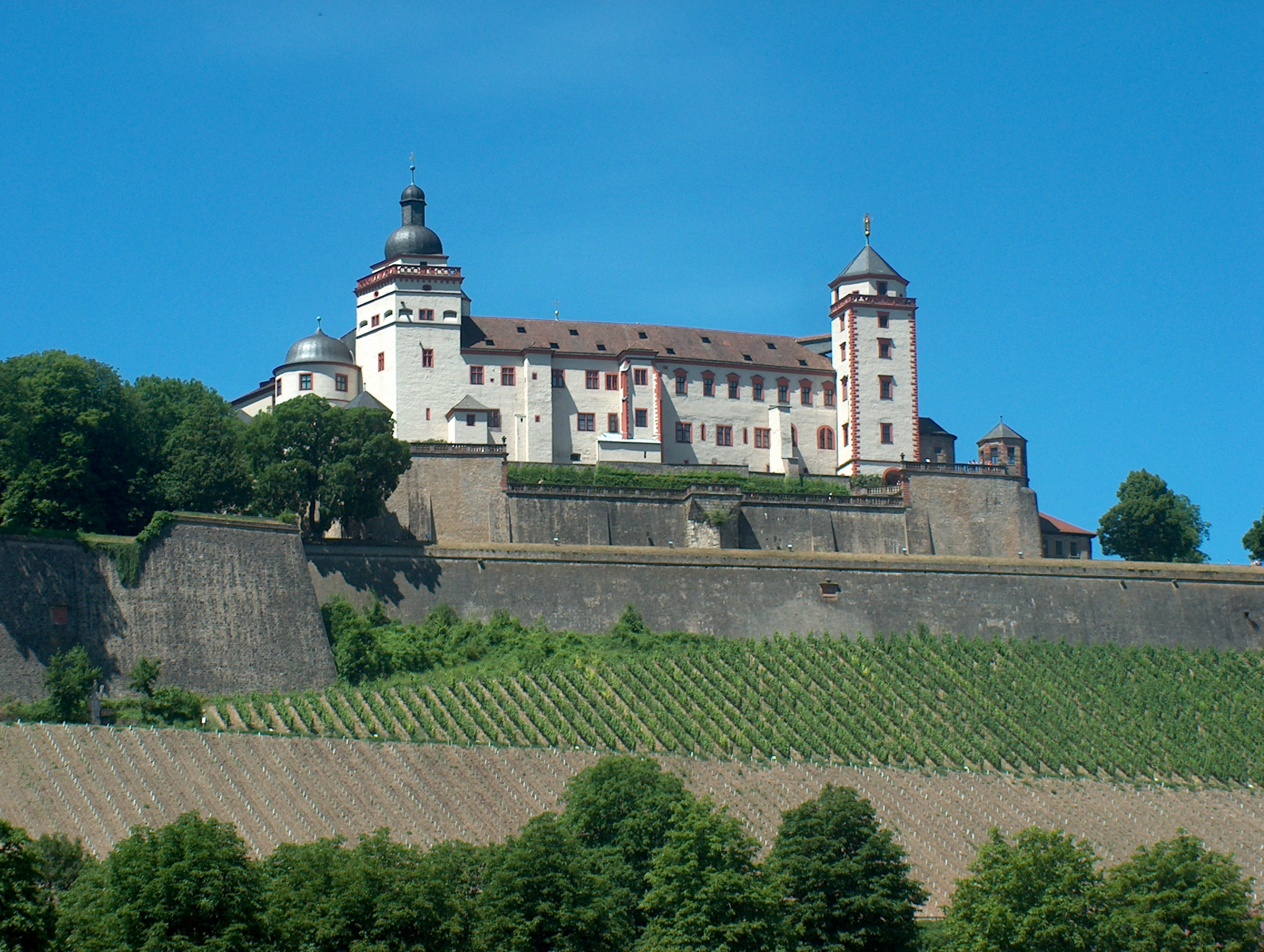
Die Festung Marienberg in Würzburg

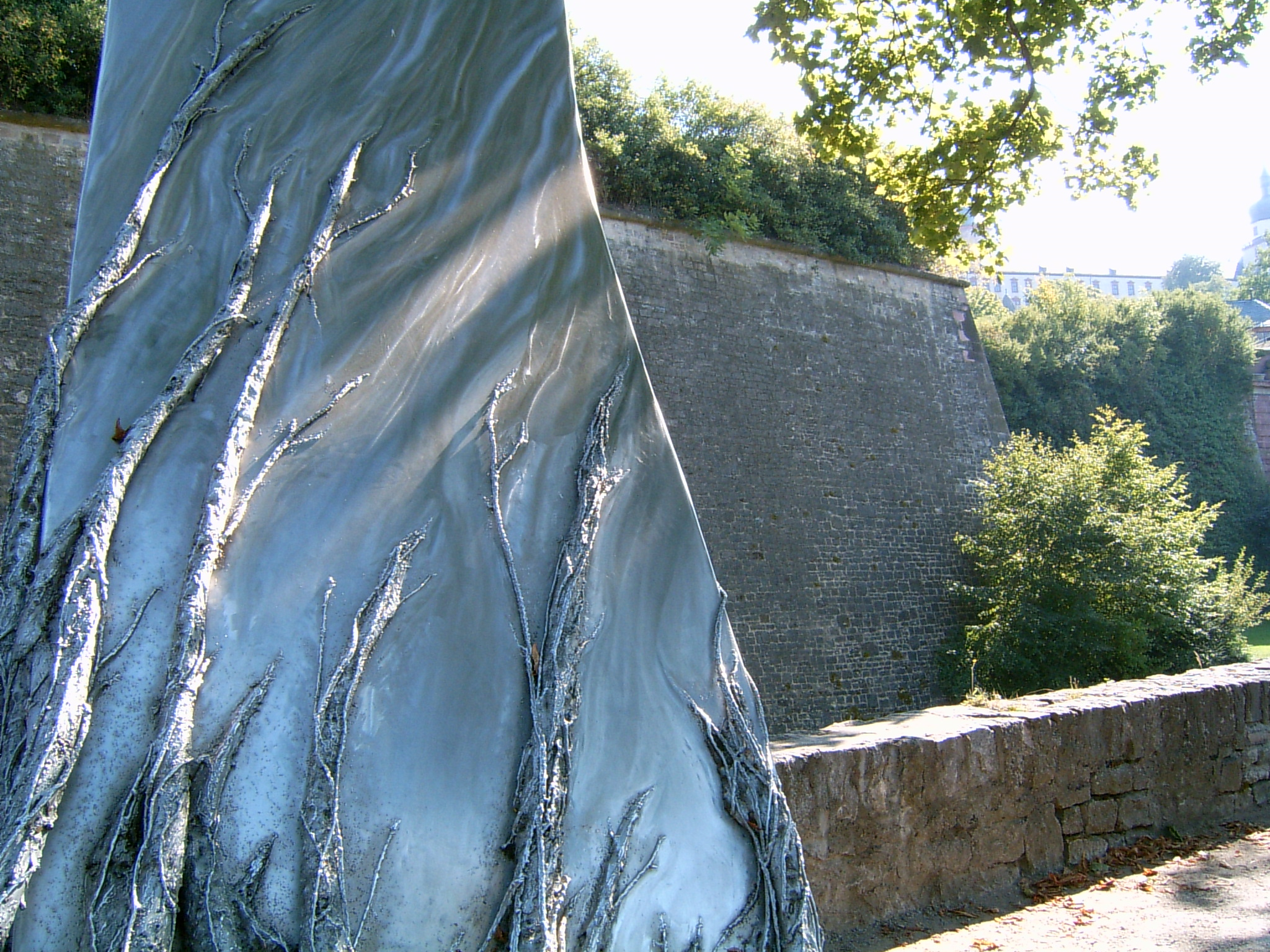
نصب قمع انتفاضة الفلاحين

حصن مارينبيرغ (بالألمانية Festung Marienberg)، تعد معلما بارزا على نهر ماين في مدينة فورتسبورغ الألمانية. كانت حصنا منذ العصور القديمة. بعد استيلاء غوستافوس أدولفوس ملك السويد على المنطقة عام 1631 أعيد بناء القلعة بداخل الحصن وفق الاسلوب الباروكي. اليوم هي حديقة ومتحف. عام 704 بعد الميلاد تم بناء marienkirche على موقع سلتي سابق، وفي القرن الثالث عشر أحيطت بأولى التحصينات. عام 1482 كانت القلعة المحاطة بالجدار الدائري من القرون الوسطى مع بوابة شيرنبيرغ.
في آيار مايو 1525، أثناء حرب الفلاحين (bauernkrieg)، طوّق جيش الفلاحين المكون من 15000 رجل القلعة (مقر مطران فورتسبورغ) لكنهم لم يستطعوا اختراق الجدران متحدة المركز والمبنية على منحدر الحاد. عندما ذهب زعيمهم فلوريان غيير إلى بلدة روتنبورغ أوب در تاوبر أوائل حزيران يونيو لشراء قاذفات ثقيلة يحتاجها على الأقل لمحاولة لخرق الجدران، وخيم جيش الفلاحين بلا قائد حوالي القلعة، سامحا لجيش محترف في خدمة الأسقف بالالتفاف عليه. ذبح وأعمي أكثر من 8000 من الفلاحين بناء على أوامر المطران. بعد 410 عاما كرم النازيون فلوريان غيير، باعتباره جزء من الحركة الاشتراكية الوطنية من أجل التحول بعيدا عن سيطرة الكنيسة الكاثوليكية.
حوالي عام 1600، أعاد يوليوس اشتر بناء القلعة إلى قصر من العصر النهضة. بعد غزو من جانب غوستاف أدولف الثاني ملك السويد عام 1631 خلال حرب ثلاثين عاما، أعيد بناء القلعة لتصبح ذات تحصينات باروكية هائلة، وتم إنشاء الحديقة الأميرية.
مع ذلك سقطت القلعة خلال الحروب النابليونية، وبالطبع لم تنفعها التحصينات عام 1945 عندما احتل الجيش الامريكى بسرعة ضفتي النهر الذي يقع عليه قلعة مارينبيرغ وسط مدينة من فورتسبورغ.
مخزن الأسلحة الباروكي بني بين عامي 1702-1712، يضم متحف ماينفرينكيشس (Mainfränkisches Museum) مجموعة ممتازة من التحف الفنية الفرانكونية، بما فيها منحوتات مشهورة عالميا لتيلمان ريمنشايدر. ومتحف فورستنباو (Fürstenbau Museum) في جناح الأمراء في القلعة يتيح التجوال خلال 1200 سنة من تاريخ فورتسبورغ. تعد قلعة مارينبيرغ بمثابة رمز لفورتسبورغ، وخدمت كمنزل للأمراء الأساقفة لما يقرب من لخمسة قرون.

## معرض صور

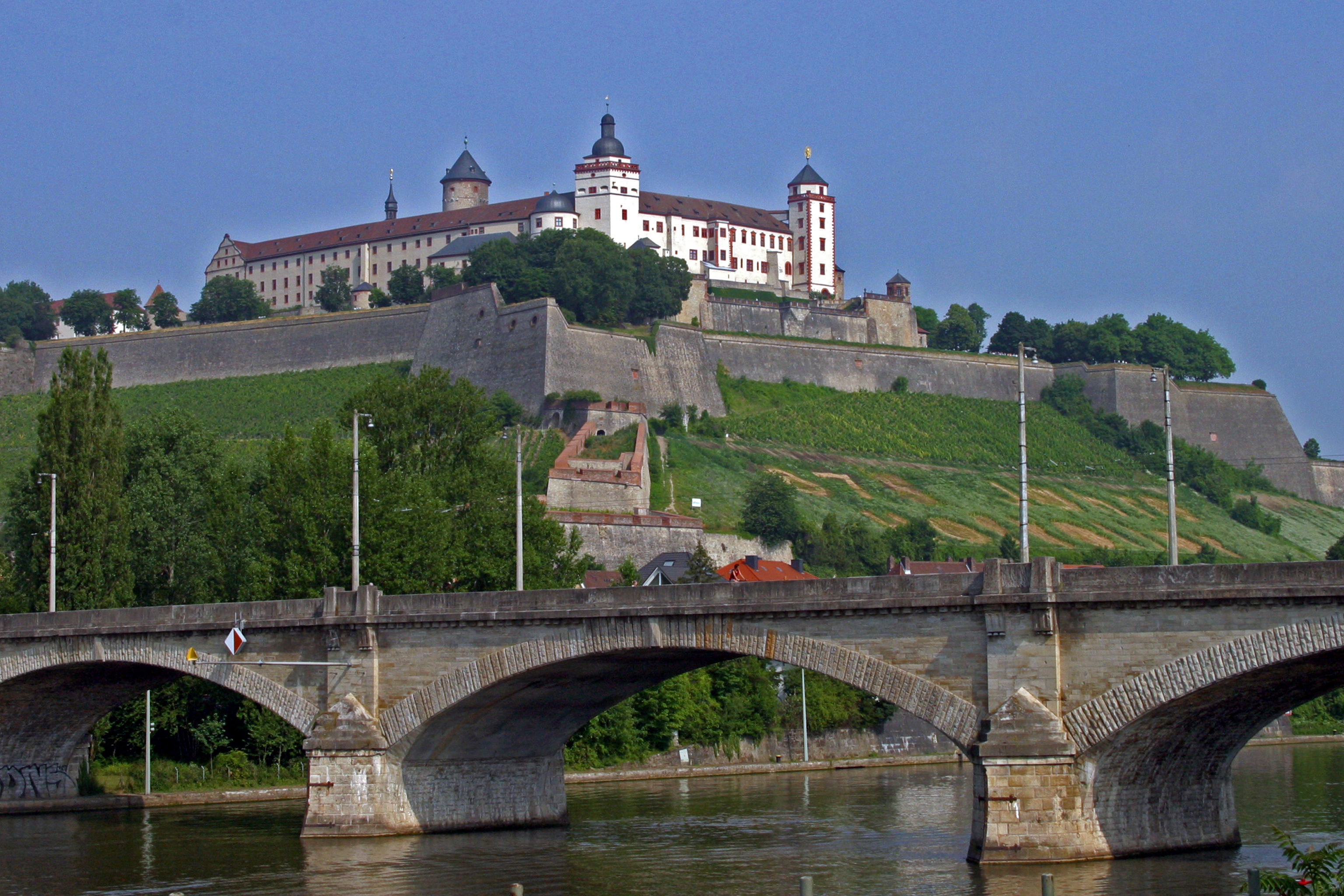
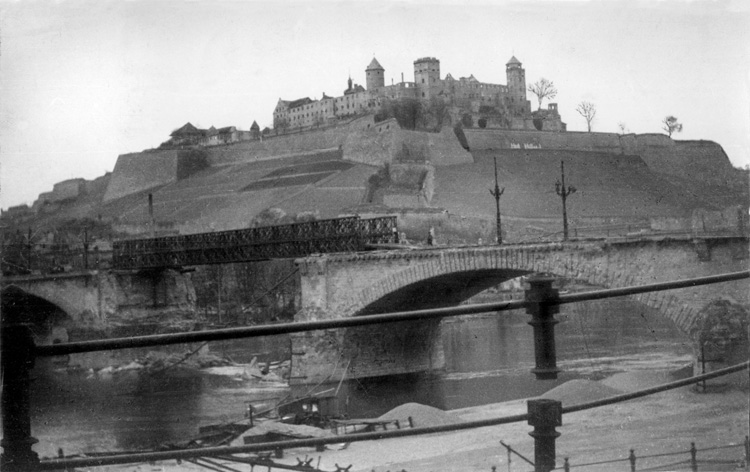
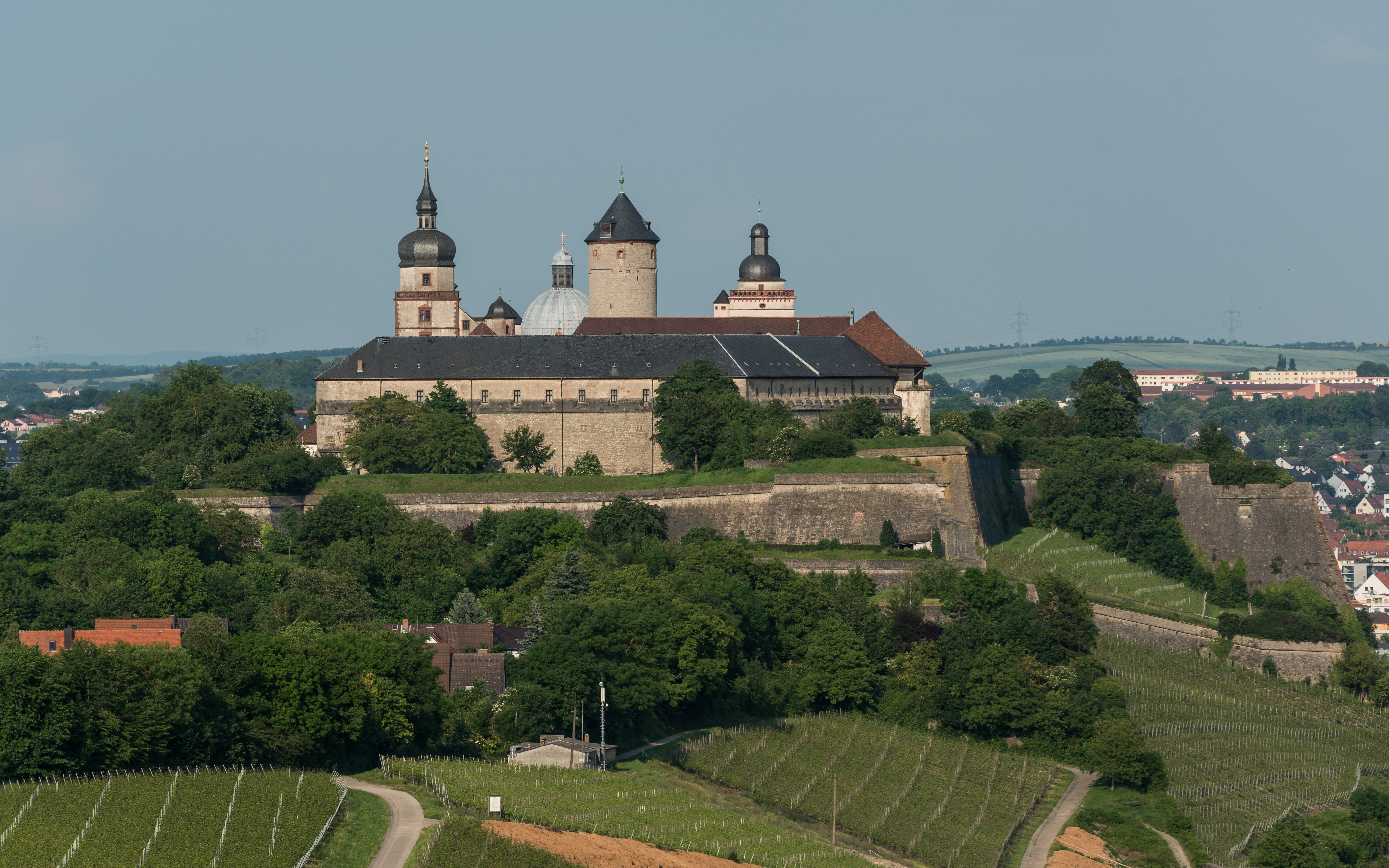

## وصلات خارجية
- موقع إلكتروني